# Peter W. Chiarelli

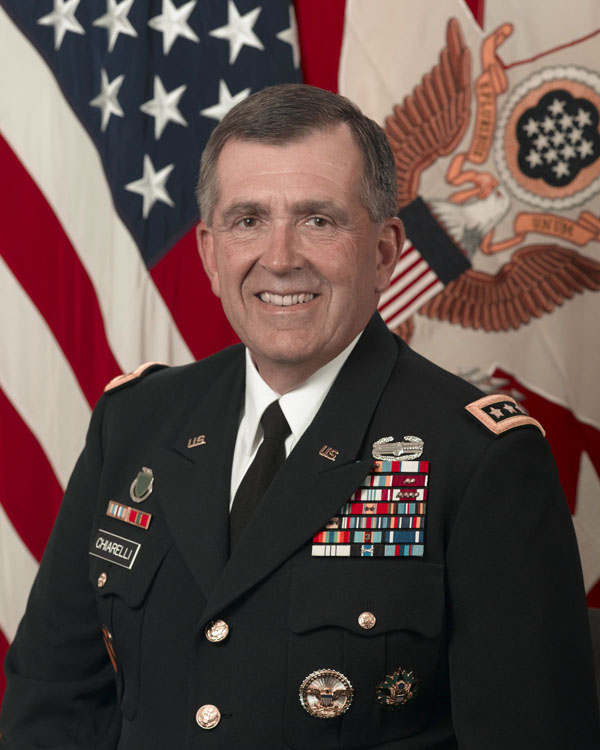
General Peter W. Chiarelli

Peter W. Chiarelli (* 23. März 1950 in Seattle, Washington) ist ein ehemaliger General der US Army. Zwischen August 2008 und Januar 2012 diente er als 32. Vice Chief of Staff of the Army, zuvor war er vom Januar 2006 bis zum 14. Dezember 2006 Kommandeur des Multi National Corps Iraq und diente danach als Sonderassistent für Entwicklungen der regionalen militärischen Fähigkeiten des Kommandeurs des US Central Command, General John Abizaid. Vom März 2007 bis zum August 2008 war er der Senior Military Assistant von Verteidigungsminister Robert Gates.

## Militärische Laufbahn

### Ausbildung und erste Verwendungen
Chiarelli schloss 1972 die Seattle University mit einem Bachelor in Politikwissenschaft ab und erhielt am 21. September 1972 durch das ROTC-Programm sein Offizierspatent als Second Lieutenant. Nach der Absolvierung der Panzeroffiziergrundausbildung wurde er vom März 1973 bis zum Juni 1975 als Zugführer eines Platoons und später als Erster Offizier im Stab des Hauptquartiers der 3. Schwadron, 5. US-Kavallerieregiment der 9. US-Infanteriedivision in Fort Lewis, Washington, eingesetzt. Während dieser Zeit wurde er am 21. September 1974 zum First Lieutenant befördert. Vom Juni 1975 bis zum Dezember 1977 diente er zuerst als Nachrichtendienstoffizier (S-2) und nach seiner Beförderung zum Captain am 21. September 1976 als Kommandeur des A Troop (Kompanie-Äquivalent), 3. Staffel, 5. US-Kavallerieregiment, 9. US-Infanteriedivision. Vom Januar bis zum Juli 1978 absolvierte Chiarelli dann die erweiterte Infanterie-Offiziersausbildung an der US Army Infantry School in Fort Benning, Georgia um danach vom August 1978 bis zum Juni 1980 an der University of Washington in Seattle, Washington zu studieren und diese mit einem Master of Public Administration für Internationale Beziehungen und Wirtschaft abzuschließen. Anschließend war er bis zum Juni 1984 als Ausbilder und später als Assistenzprofessor an der US Military Academy in West Point tätig. Im März 1984 wurde er dann auch zum Major befördert und studierte vom Juli 1984 bis zum Juni 1985 am US Naval Command and Staff College, einer Einrichtung des Naval War College, in Newport, Rhode Island. Dieses schloss er mit einem Master in nationaler Sicherheit und strategischen Studien ab.

### Stabsverwendungen und größere Kommandos
Vom Juni 1985 bis zum Oktober 1987 war er als Operationsoffizier (S-3) des 3. Bataillons, 33. US-Panzerregiment, 3. US-Panzerdivision der 7. US-Armee in Deutschland eingesetzt. Nach einer weiteren Verwendung in Deutschland, diesmal als Operationsoffizier der 2. Brigade, 3. US-Panzerdivision, 8. US-Armee vom Oktober 1987 bis zum Juni 1989, diente Chiarelli vom Juli 1989 bis zum Juni 1990 als assistierender Operationsoffizier des I. US-Korps in Fort Lewis, Washington. Während dieser Verwendung wurde er am 1. März 1990 zum Lieutenant Colonel befördert und übernahm ebenfalls in Fort Lewis vom Juni 1990 bis zum August 1992 das Kommando über das 2. Bataillon, 1. US-Infanterieregiment der 9. US-Infanteriedivision. Danach studierte Chiarelli abermals, diesmal vom August 1992 bis zum Juni 1993 am National War College in Fort Lesley J. McNair, Washington, D.C. Im Juni 1993 übernahm er dann mit dem Posten des Operationsoffiziers (G-3) der 1. US-Kavalleriedivision in Fort Hood, Texas, bis zum Mai 1995 wieder einen Stabsposten. Vom Mai 1995 bis zum April 1996 diente er dann den Posten als stellvertretender Operationsoffizier und Direktor für Planung, Ausbildung und Mobilisierung des III. US-Korps in Fort Hood und wurde in dieser Zeit, am 1. Juni 1995, auch zum Colonel befördert. Mit dem Kommando über die 3. Brigade der 2. US-Infanteriedivision in Fort Lewis übernahm Chiarelli vom Mai 1996 bis zum Juli 1998 wieder ein Truppenkommando.

### Generalstabsdienst
Es folgte eine Stabsverwendung als ausführender Assistent und nach der Beförderung zum Brigadier General am 1. September 1999 als ausführender Offizier des Supreme Allied Commander Europe, General Wesley Clark, im Supreme Headquarters Allied Powers Europe, Belgien, der NATO. Nach seiner Rückkehr in die Vereinigten Staaten diente er vom August 2000 bis zum August 2001 als assistierender Divisionskommandeur für Unterstützung der 1. US-Kavalleriedivision in Fort Hood. Vom August 2001 bis zum Juli 2003 folgte dann eine Verwendung als Direktor für Operationen, Bereitschaft und Mobilisierung im Büro des stellvertretenden Stabschefs für Operationen im Hauptquartier der US Army in Washington, D.C. Im Januar 2003 wurde Chiarelli dann zum Major General befördert und übernahm nach seiner Tätigkeit im Verteidigungsministerium der Vereinigten Staaten im März 2004 den Posten des Kommandierenden Generals der 1. US-Kavalleriedivision und kommandierte diese vom März 2004 bis zum Februar 2005 in der Operation Iraqi Freedom. Diesen Posten hatte er bis zu seiner Beförderung zum Lieutenant General am 22. November 2005 inne.
Die Rolle von Lieutenant General Ricardo S. Sánchez als indirekt Verantwortlicher für den Abu-Ghuraib-Folterskandal führten zu seiner Versetzung zum V. US-Korps und Nichtbeförderung zum General. Nach der Kommandoübergabe kommandierte er das V. US-Korps in Deutschland. Als das Korps jedoch im November 2005 Vorbereitungen traf, um als Hauptquartier (Multi-National Corps Iraq; MNC-I) das Kommando in Bagdad zu übernehmen, wurde Chiarelli als vorwärtiger Kommandeur eingesetzt. Sánchez und mit ihm die Truppenfahne des Korps blieb jedoch unüblicherweise in Deutschland.
Chiarelli gab dieses Kommando am 14. Dezember 2006 an Lieutenant General Raymond T. Odierno und das ihm unterstehende III. US-Korps ab. Anschließend wurde er ins Hauptquartier des US Central Command versetzt und diente unter General John Abizaid als Sonderassistent für Entwicklungen der regionalen militärischen Fähigkeiten. Am 13. März 2007 wurde er für den Posten des Senior Military Assistant von US-Verteidigungsminister Robert Gates nominiert und übernahm diesen Posten wenig später.
Im April 2008 wurde Chiarelli für den Posten des Vice Chief of Staff of the Army nominiert, den er am 4. August 2008 übernahm und bis zum 31. Januar 2012 bekleidete. Sein Nachfolger wurde Lloyd J. Austin III.

## Auszeichnungen
Auswahl der Dekorationen, sortiert in Anlehnung der Order of Precedence of Military Awards:
- Defense Distinguished Service Medal (3 ×)
- Army Distinguished Service Medal
- Defense Superior Service Medal
- Legion of Merit (3 ×)
- Bronze Star
- Defense Meritorious Service Medal
- Meritorious Service Medal (5 ×)
- Army Achievement Medal (2 ×)
- National Defense Service Medal
- Iraq Campaign Medal
- NATO-Medaille für den Einsatz in Jugoslawien